# Karakara jasnogłowa
Karakara jasnogłowa, skrzeczka jasnogłowa, trębacz jasnogłowy (Milvago chimachima) – gatunek średniej wielkości ptaka z rodziny sokołowatych (Falconidae). Nie jest zagrożony wyginięciem.

## Zasięg występowania
Karakara jasnogłowa występuje w zależności od podgatunku:
- M. chimachima cordata – południowa Kostaryka przez Amerykę Południową na północ od Amazonki.
- M. chimachima chimachima – od Amazonki na południe do północnej Argentyny.

## Morfologia
Długość ciała 40–45 cm, rozpiętość skrzydeł 74–95 cm; masa ciała samców 277–335 g, samic 307–364 g. Samice podobne do samców, ale nieco większe i cięższe.
Mały, jasny dziób. Tułów kremowy, tylko brew brązowoczarna. Skrzydła brązowe, z jasnymi plamami na zewnętrznych lotkach I rzędu. Kuper jasny; ogon prążkowany, z przepaską przy końcu. Młode kreskowane na głowie i spodzie ciała.

## Ekologia i zachowanie
Zwykle spotykany samotnie lub w parach; chodzi po ziemi albo przesiaduje na eksponowanych stanowiskach. Przeszukuje teren podczas wolnego, spokojnego lotu, chwilami szybuje. Pospolity na terenach otwartych i w pobliżu dużych rzek na nizinach i średnich wysokościach.

## Status
Międzynarodowa Unia Ochrony Przyrody (IUCN) uznaje karakarę jasnogłową za gatunek najmniejszej troski (LC – least concern) nieprzerwanie od 1988 roku. W 2019 roku organizacja Partners in Flight szacowała, że liczebność światowej populacji mieści się w przedziale 5–50 milionów dorosłych osobników. Trend liczebności populacji uznaje się za wzrostowy.